# Clarksville (Pennsylvanie)
Pour les articles homonymes, voir Clarksville.
Clarksville est une localité du comté de Greene en Pennsylvanie.
Sa population était de 230 habitants en 2010.